# Náray-Szabó István
Náray-Szabó István (Szombathely, 1899. július 20. – Budapest, 1972. szeptember 16.) vegyész, egyetemi tanár, a Magyar Tudományos Akadémia levelező tagja.

## Életpályája
A római katolikus Vas vármegyei nemesi származású nárai Szabó család sarja. Apja dr. nárai Náray-Szabó László (1899–1972), az ügyvédi kamara örökös tiszteletbeli elnöke, magyar királyi kormány-főtanácsos, Vas vármegye törvényhatósági bizottságának az örökös tagja, a magyar országgyűlés felsőházának a tagja, a Dunántúli Vakok Egyesületének az elnöke, anyja nemes Némethy Blanka (1870–1957). Az apai nagyszülei nárai Szabó Sándor (1794–1871), táblabíró, földbirtokos, és eőrsi Eőrsy Johanna (1798–1833) voltak. 1912. november 28-án I. Ferenc József magyar király megengedte a névváltoztatást nárai Szabó László a szombathelyi ügyvédi kamara helyettes elnöke számára; onnantól fogva a "Náray-Szabó" kettős vezetéknevet viselhette a "nárai" nemesi előnév megtartásával együtt. Dr. Náray-Szabó Lászlónak az apai nagybátyjai: nárai Szabó Imre (1823–1904), 1848-49-ben vezérkari őrnagy a hadügyminisztériumban, Csáktornya országgyűlési képviselője, a Zala megyei Honvédegylet tagja, földbirtokos, valamint nárai nárai Szabó Miklós (1821–1907), a Magyar Királyi Kúria elnöke, valóságos belső titkos tanácsos, földbirtokos.
1922-ben végzett okleveles vegyészként a budapesti József Nádor Műegyetemen. 1923-tól az elektrokémia tanszékén tanársegédként dolgozott, majd 1926-ban műszaki doktorátust szerzett.
Ezután ösztöndíjjal előbb a Berlini Collegium Hungaricumba került és a Kaiser Wilhelm Institut für Faserstoffchemie-ben dolgozott (1926–1928 között), majd a manchesteri Victoria University fizikai intézetében részt vett a Nobel-díjas W. L. Bragg szilikátszerkezeti kutatásaiban (1928 és 1930 között).
Miután hazatért, 1930-tól a szegedi tudományegyetem Általános és Szervetlen Vegytan Tanszékén adjunktus lett és anyagszerkezetből magántanári képesítést szerzett. 1931-ben kinevezték a szegedi Eötvös Kollégium igazgatójának. Emellett 1933-tól 1938-ig Bay Zoltánnal is dolgozott. 1938-tól a budapesti József Nádor Műszaki és Gazdaságtudományi Egyetem kémiai-fizikai tanszékének vezetőjeként nyilvános rendkívüli tanárként, majd 1939-től nyilvános rendes tanárként tanított.
1947-ben mint a Magyar Közösség tagját a köztársaság elleni összeesküvés hamis vádjával letartóztatták, a koncepciós perben 4 évre elítélték, és két évre internálták.
A Magyar Tudományos Akadémia 1945-ben levelező tagjává választotta, azonban tagságát 1949. november 16-án tanácskozótaggá minősítették vissza, ami egyet jelentett akadémiai tagságának felfüggesztésével. A kizárást az MTA 1989-ben hatálytalanította. 1956. november 3-án tudóstársaival együtt részt vett az MTA Forradalmi Bizottsága által az Akadémia dísztermébe összehívott ülésen, ahol az Akadémia és a Forradalom ügyének továbbvitele felől tanácskoztak.
1953-tól az Építéstudományi Intézet épületfizikai osztályát vezette. 1956-tól az MTA Központi Kémiai Kutató Intézet tudományos tanácsadója volt. 1970-ben vonult nyugdíjba. Ő honosította meg a kristálykémiai kutatásokat hazánkban. Tanítványai közé tartozott - többek között – Kálmán Alajos akadémikus. 1972-ben Budapesten hunyt el. A nárai családi mauzóleumban nyugszik, sírhelyét a Nemzeti Emlékhely és Kegyeleti Bizottság „A” kategóriában a Nemzeti Sírkert részévé nyilvánította.
Fia, Náray-Szabó Gábor vegyész, az ELTE egyetemi tanára, a Magyar Tudományos Akadémia Könyvtárának főigazgatója.
1990-ben posztumusz Széchenyi-díjjal ismerték el kiemelkedő tudományos eredményeit.

## Házassága és leszármazottjai
1933-ban feleségül vette a nemesi származású dobói Dobay Dóra (1912–2005), kémia biológia szakos egyetemi tanárnőt, akinek a szülei dobói Dobay Lajos (1862–1929), cs. és kir. huszárkapitány és Székács Karolin voltak. Náray-Szabó István és Dobay Dóra frigyéből származott:
- Náray-Szabó Mária, zábori Záborszky Lászlóné
- Náray-Szabó Júlia, dr. Timmermann Gusztávné
- Náray-Szabó Gábor (Budapest, 1943. március 11. –) magyar kémikus, egyetemi tanár, a Magyar Tudományos Akadémia rendes tagja, 1996 és 1999 között főtitkár-helyettese. Az elméleti kémia és a szerkezeti biológia neves kutatója. 2006 és 2013 között az MTA Könyvtárának főigazgatója volt.

## Munkái
- Fizikai kémia (Erdey-Grúz Tiborral és Schay Gézával) (Budapest, 1940.)
- Atomok, molekulák, kristályok. (Budapest, 1942.)
- Kristálykémia (Budapest, 1944.)
- Szervetlen kémia. 1. kötet, Bp. 1947., 2. kötet, Bp. 1957., 3. kötet, Bp. 1958.
- Rövid szervetlen kémia. (Bp. 1960.)
- A szilikátüvegek tulajdonságai. (Bp. 1963.)
- Kémia. Bp. 1967. (2. átdolgozott kiad. Bp. 1973.)
- Inorganic Crystal Chemistry. (Bp. 1969.)
- Inorganicseszkaja krisztallhimija. (Bp. 1969.)

Több mint 80 közleménye jelent meg hazai és külföldi szakfolyóiratokban.